# Георге Дрегенеску
Георге Дрегенеску (рум. George Drăgănescu; * 1884, м. Галац -  дата та місце смерті невідомі) —  вчений-правознавець (теоретик права та цивіліст), доктор права, професор, ректор Чернівецького університету в 1926-1927 навчальному році, примар (міський голова) Чернівців у 1938 році.

## Біографія
У 1913 році в Берліні отримав науковий ступінь доктора права.
У 1937 і 1939 роках стажувався на кафедрах Берлінського, Паризького, Брюссельського, Празького, Віденського та Мюнхенського університетів.
Був адвокатом, прокурором і радником з правових питань асоціації захисту роботодавців Міністерства праці Румунії, членом сільськогосподарського комітету в Бухаресті, головою сільськогосподарського комітету в Чернівцях, членом комісії з уніфікації права Румунії.
З 1920 року  діяльність Георге Дрегенеску пов’язана з Чернівецьким університетом – він штатний професор публічного права на юридичному факультеті. Читав курси: «Цивільне та цивільне порівняльне право»,  «Вступ до приватного права», «Соціальна функція права». Викладав в Академії високих економічних студій у Чернівцях.
У 1922 році працював завідувачем кафедри цивільного права юридичного факультету.
В 1925-1927 роках – декан юридичного факультету.
На 1926-1927 навчальний рік обирався ректором Чернівецького університету.
У 1923-1924 та 1937-1939 навчальних роках обирався до університетського сенату.
У 1924-1925 навчальному році Георге Дрегенеску входив до складу університетського сенату з питань медичного обслуговування студентів, а з 1937 року – до складу дисциплінарної комісії факультету та до комісії фізичного виховання .
У 1936 році брав участь у зборах Академії всесвітнього порівняльного права у м. Гаага (Нідерланди).
На початку 1938 року в Румунії було проголошено королівську диктатуру, в містах і селах держави було змінено керівництво. В Чернівцях новим примарем (головою міста) призначили Георге Дрегенеску. На цій посаді він працював недовго (січень-лютий), одночасно продовжуючи займатися науковою і викладацькою діяльністю в університеті. З 1939 був заступником завідувача кафедри цивільного права.

## Наукова і видавнича діяльність
До наукової спадщини Георге Дрегенеску належать  дослідження з цивільного та цивільно-порівняльного права,  пропозиції щодо реформування вищої юридичної освіти, навчальна програма з курсу «Цивільне порівняльне право» для юридичного факультету Чернівецького університету, праці науково-методичного характеру.
Дрегенеску був редактором «Журналу права і політики», заснованого 1919 року у Бухаресті, в якому він опублікував ряд своїх праць.
Велика роль  Г.Дрегенеску у заснуванні видання «Архів IV», який спочатку виходив у Бухаресті, а згодом і у Чернівцях.

## Нагороди
За заслуги перед румунським королівством нагороджений орденом «Зірка Румунії» у ранзі офіцера.